# Перекопський район
Перекопський район (крим. Or rayonı) — район в Україні, Автономна Республіка Крим. Адміністративний центр — місто Яни Капу.
Утворений 7 вересня 2023 року з територій Армянської і Красноперекопської міських рад республіканського значення та  Перекопського і Роздольненського районів.
За переписом 2001 року населення району становило 122,8 тисячі осіб.

## Ради і населені пункти
У районі 84 населених пункти — 2 міста, 2 селища і 80 сіл, які входять до 27 рад — 2 міських, 2 селищних і 23 сільських.
Відповідно до Закону України «Про внесення змін до деяких законодавчих актів України щодо вирішення окремих питань адміністративно-територіального устрою Автономної Республіки Крим» до 7 жовтня 2023 року мають бути затверджені адміністративні центри та території територіальних громад району.